# Herbert J. Wimmer
Herbert Josef Wimmer (* 2. Mai 1951 in Melk, Niederösterreich) ist ein österreichischer Schriftsteller.

## Leben und Werk
Wimmer wuchs in Pöchlarn auf, absolvierte eine kaufmännische Lehre und lebt seit 1971 in Wien.  Er war zunächst Büroangestellter und ist seit 1973 freiberuflich tätig.
Von 1993 bis 1997 studierte er Deutsche Philologie, Theaterwissenschaft, Publizistik- und Kommunikationswissenschaft sowie Vergleichende Sozialgeschichte der Literatur an der Universität Wien. 1997 erfolgte die Sponsion zum Mag. phil.
Wimmer schreibt Gedichte, kurze Prosa, Romane, Hörspiele und Kunstradio-Produktionen (für ORF, SDR, SWR) sowie literatur- und filmkritische Artikel. Seit 1989 ist er mit verschiedenen Zeichnungs- und Foto/Text-Projekten befasst., die er u. a. in den Jahren 1993, 2000 und 2013 im Literaturhaus Wien und 1989 im Literarischen Quartier Alte Schmiede (Wien) ausgestellt hat. Wimmers Texte wurden in zahlreichen Anthologien (z. B. Versnetze 2013–2023) sowie Literaturzeitschriften wie Kolik, manuskripte, Matrix, Protokolle, Triëdere, Wespennest, Podium und SALZ veröffentlicht.
Seit 2014 erarbeitet er in Zusammenarbeit mit Marion Steinfellner eigene Poetik-Tanz-Stücke: transpoetikperformances. Seit 2015 macht der Komponist, Orchesterleiter, Musiker und Radiogestalter (Orange 94.0) Michael Fischer vom Vienna Improvisers Orchestra mit seinem Ad-Hoc-Soundscaping und seinem Feedback-Saxophone die Musik zu diesen Text- und Tanzperformances.

## Einzeltitel
- nervenlauf. prosa aus dem gefährlichen alltag. Österreichischer Bundesverlag, Wien 1990.
- innere stadt. roman. Mit CD. Sonderzahl Verlag, Wien 1991/2002, ISBN 3-85449-036-4.
- die flache kugel. elf micromane transformationen. Nachrede von Burghart Schmidt. Sonderzahl Verlag, Wien 1993, ISBN 3-85449-054-2.
- unsichtbare filme. ein relativer roman. Sonderzahl Verlag, Wien 1997, ISBN 3-85449-124-7.
- in schwebe halten. zu „spielräume“ von elfriede gerstl. Edition Praesens, Wien 1997, ISBN 3-901126-76-7.
- das offene schloss – ambivalenz roman. Sonderzahl Verlag, Wien 1998, ISBN 3-85449-137-9.
- laute prosa. 33 Narrationen. Experimentelle Texte. Siegen 1999, ISSN 0178-7802.[2]
- autostop. tempo texte. Sonderzahl Verlag, Wien 1999, ISBN 3-85449-151-4.
- der zeitpfeil. roman. Sonderzahl Verlag, Wien 2003, ISBN 3-85449-211-1.
- logo(s). Mit Elfriede Gerstl. Literaturverlag Droschl, Graz 2004, ISBN 3-85420-654-2.
  - Ebenso in: Elfriede Gerstl: Haus und Haut. Werkausgabe Band 3. Herausgabe und Nachwort von Christa Gürtler und Martin Wedl in Zusammenarbeit mit dem Literaturarchiv der Österreichischen Nationalbibliothek. Literaturverlag Droschl, Graz 2014. ISBN 978-3-85420-958-4.
- trouvaillen. poetische folgen. Pudel Verlag, Wien 2006, ISBN 3-9501830-3-5.
- nervenlauf. die tücke der objekte. Sonderzahl Verlag, Wien 2007, ISBN 978-3-85449-268-9.
- kühlzack & flexer. aggregat. roman. Sonderzahl Verlag, Wien 2009, ISBN 978-3-85449-298-6.
- ganze teile. 101 gedichte. Klever Verlag, Wien 2010, ISBN 978-3-902665-25-6.
- einträge in die enzyklopädie des augenblicks. aufsätze und vorlesungen. Sonderzahl Verlag, Wien 2011, ISBN 978-3-85449-341-9.
- grüner anker. 99 gedichte. Klever Verlag, Wien 2012, ISBN 978-3-902665-54-6.
- membran. roman. Sonderzahl Verlag, Wien 2013, ISBN 978-3-85449-392-1.
- wiener zimmer. 100 gedichte. Klever Verlag, Wien 2014, ISBN 978-3-902665-85-0.
- tote im text. thriller. eine irritation. Sonderzahl Verlag, Wien 2015, ISBN 978-3-85449-433-1.
- sprachvorspiele. 55 liebesgedichte. Mit 55 Bildern von Marion Steinfellner. Literaturedition Niederösterreich, St. Pölten 2016, ISBN 978-3-902717-36-8.
- kleeblattgasse tokio. 129 gedichte. Klever Verlag, Wien 2017, ISBN 978-3-903110-26-7.
- interfer. blaunsteinerbuch. Prosa. Sonderzahl Verlag, Wien 2017 ISBN 978-3-85449-480-5.
- lockern üben lockern. gedichtartigkeiten. hochroth Verlag, Wien 2018 ISBN 978-3-903182-16-5.
- relativität ist freiheit. 200 gedichte. Klever Verlag, Wien 2019, ISBN 978-3-903110-52-6.
- balance balance. gedichte spanisch und deutsch. Mit Elfriede Gerstl. Übersetzt von Olga Sánchez Guevara. Lyrik der Gegenwart Nr. 94, Edition Art Science, St. Wolfgang 2020 ISBN 978-3-903335-07-3.
- klärwerk. rezyklopädie der Gegenwart. Prosa. Sonderzahl Verlag, Wien 2020 ISBN 978-3-85449-552-9.
- schon zeit im kontinuum. 100 gedichte. Lyrik. Klever Verlag, Wien 2021, ISBN 978-3-903110-71-7.
- metallhasenalltag. short stories. Sonderzahl Verlag, Wien 2023, ISBN 978-3-85449-621-2.
- memogramme. 144 tankatripels. Gedichte. Edition Melos, Wien 2023, ISBN 978-3-9505384-5-8.

## Herausgabe
- Ablagerungen. Ein anthologisches Konzeptbuch. Mit Elfriede Gerstl. Literaturverlag Droschl, Linz und Graz 1989.
- Strukturen Erzählen. Die Moderne der Texte. Ein AutorInnenLabor. Edition Praesens, Wien 1996, ISBN 3-901126-35-X.
- Freudenalphabet. Eine Anthologie kommunizierender Poesie. Mit Marion Steinfellner. Edition Art Science, St. Wolfgang 2017, ISBN 978-3-902864-74-1.

## Performance
- wasserinterieur. nach max ernst. Musik: Clementine Gasser. Uraufführung: Kabinetttheater, Wien 2014.
- Lichtstück | Lightstripping. Uraufführung: Literaturhaus, Wien 2015.
- wort | wald | sound | forest. Uraufführung: Literaturhaus, Wien 2016.
- salz*trans*formen. Uraufführung: Literaturhaus, Wien 2017.[3]
- haut, ein stück. Uraufführung: Literaturhaus, Wien 2018.
- luft atem labyrinth. Uraufführung: Literaturhaus, Wien 2019.
- erde werden tanz: Uraufführung: Literaturhaus, Wien 2022.
- zeitkörperfrieden: Uraufführung: Literaturhaus, Wien 2023.

## Hörspiele – Radiokunst
- 1974 – der beschränkte haushalt – frühstücksprosa – ORF-Ö-Drei, Reihe "Musicbox".
- 1978 – die flache kugel – SDR – Süddeutscher Rundfunk, Reihe "Autorenmusik", Redaktion Helmut Heißenbüttel.
- 1981 – der beschränkte haushalt, Hörspiel – SDR -Süddeutscher Rundfunk, Regie: Götz Fritsch.
- 1984 (05. Juli) – die eroberung des weltalls durch trivialliteratur, Feature – ORF, Reihe "Dimensionen"
- 1986 (27. Juni) – die unsichtbaren leidenschaften oder warten auf godard, Collage-Hörspiel aus Kinofilm-Dialog-Materialien – ORF, Reihe "Synchron – das Filmmagazin", 200. Sendung.
- 1988 – der alltagsbeobachter, ORF-Ö-Eins, Reihe Literaturanthologie
- 1989 (14. Dezember) – laute prosa – eine radiofone arbeit und die flache kugel – kurzfassung – ORF-Ö-Eins, Reihe "Radiokunst – Kunstradio"
- 1992 – der wienersatzautomat – pepi hackers modul – ORF-Ö-Eins, Reihe "Literaturmagazin"
- 1993 – pattern poechlarn fraktale – eine radiofone realisation – ORF-Ö-Eins, Reihe "Radiokunst – Kunstradio"
- 1995 (22. August) – slukas modulation – dramatik zur dekade des gehirns, Hörspiel – ORF
- 1998 – stimmen der liebe, Hörspiel – ORF
- 2000 (26. November) – siebe(n)/filter(n), ORF-Ö-Eins, Reihe "Radiokunst – Kunstradio"
- 2003 (29. Dezember) – demiurginnen-duell, Hörspiel – ORF
- 2006 (23. September) – trouvaillen – poetische folgen, auszug, Sprecher: Peter Matic – ORF-Ö-Eins, Reihe "Nachtbilder"
- 2007 – drei Folgen für die Krimi-KurzHörspiel-Reihe Fuchs & Schnell, Regie Lucas Cejpek, Konzeption Ferdinand Schmatz -
- ORF-Ö-Eins – 20 Jahre Kunstradio
- Folge eins: schau mich an (Erstsendung: 1. April 2007)
- Folge zwei: kernspaltung (Erstsendung: 8. April 2007)
- Folge drei: kurssturz (Erstsendung: 22. April 2007)
- 2010 (04. April) – ottogenesis, Sprecher: Peter Matic – ORF-Ö-Eins, Reihe "Radiokunst – Kunstradio"
- 2011 (08. Jänner) – ganze teile, gedichte – ORF-Ö-Eins, Reihe "Nachtbilder"
- 2014 (11. März) – nach tokyo und anderes – Radio Orange 94.0 Wien, Reihe "connex context"
- 2017 (16. April) – restaura – quentin tarantinos blut, Hörspiel, Sprecher: Renée Gadsden, Herbert J. Wimmer – ORF-Ö-Eins, Reihe "Radiokunst – Kunstradio"
- 2021 (05. Dezember) – gemeinsam mit Marion Steinfellner, luft atem labyrinth, Hörspiel, Sprecher: Anna Mendelssohn, Christian Reiner – ORF

## Fotografie
- Das Alfabet des Wohnens. Fotoserie in Schwarzweiß. In: Elfriede : Kleiderflug. Texte Textilien Wohnen. Edition Splitter, Wien 1995. ISBN 3-901190-14-7; Neuauflage: Edition Splitter, Wien 2007, ISBN 978-3-901190-44-5.
  - Ebenso in: Elfriede Gerstl: Haus und Haut. Werkausgabe Band 3. Herausgabe und Nachwort von Christa Gürtler und Martin Wedl in Zusammenarbeit mit dem Literaturarchiv der Österreichischen Nationalbibliothek. Literaturverlag Droschl, Graz 2014. ISBN 978-3-85420-958-4.

## Auszeichnungen
- 1990: Förderpreis des Adolf-Schärf-Fonds (Wien)
- 1991: Förderpreis der Stadt Wien
- 1992: Theodor-Körner-Preis
- 1994–1996: Elias-Canetti-Stipendium für das offene schloss. ambivalenz roman
- 1999: Literaturpreis Siemens Österreich
- 2004: Niederösterreichischer Kulturpreis
- 2008: Elias-Canetti-Stipendium für Membran, Roman
- 2009: Heimrad-Bäcker-Preis
- 2011: Niederösterreichischer Kulturpreis